# Премия Курда Лассвица
Премия Курда Лассвица (нем. Kurd-Laßwitz-Preis) — немецкая премия, с 1981 года ежегодно присуждаемая авторам, переводчикам, редакторам, издателям, преподавателям, графическим дизайнерам и журналистам, специализирующимся на немецкоязычной научной фантастике. Право на номинацию во всех категориях, кроме категории «Лучшая иностранная работа», имеют только произведения, изначально опубликованные на немецком языке. Это самая известная немецкоязычная премия в данном жанре.
Начиная с 2000 года (попеременно с 2007 года) вручения проходят на жанровых конференциях «Элстеркон» в Лейпциге и «Пента-Кон» в Дрездене.

## Описание

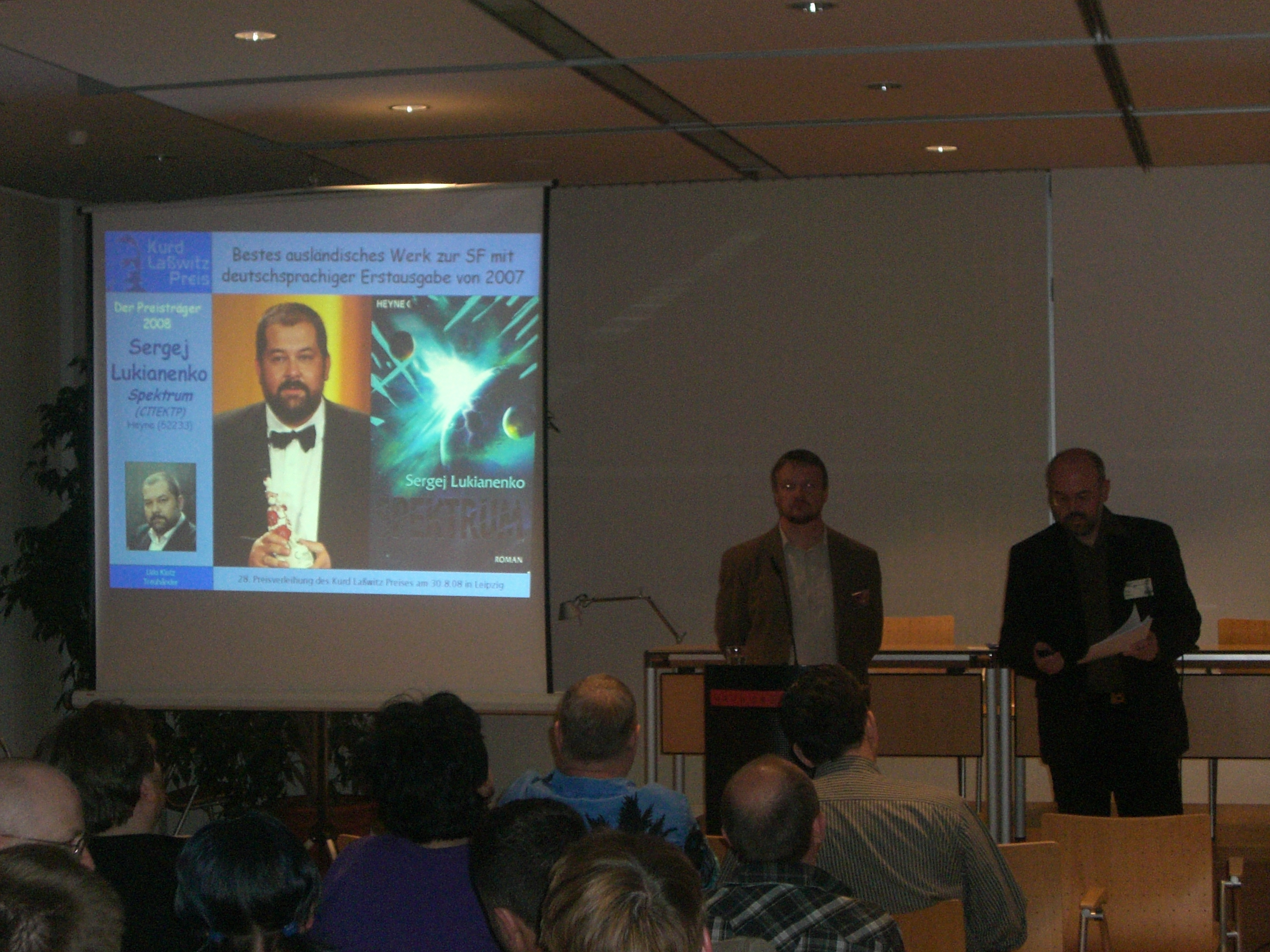
Вручение премии Курда Лассвица на «Элстеркон», 2008

Премия была учреждена в 1980 году по образцу американской премии «Небьюла» и названа в честь немецкого фантаста Курда Лассвица. Ежегодно награждаются лучшие работы, изданные в прошлом году. Первоначально премия вручалась в шести номинациях («Лучший научно-фантастический роман на немецком языке», «Лучшая научно-фантастическая повесть на немецком языке», «Лучший научно-фантастический рассказ на немецком языке», «Лучший переводчик» (с 1993 года — «Лучший перевод»), «Лучший иллюстратор» и «Специальная награда за выдающиеся достижения»); в 1983 году была добавлена номинация «Лучший зарубежный роман в области научной фантастики», которая в 1997 году была переименована в «Лучшая иностранная работа в области научной фантастики». В 1987 году были добавлены номинации «Лучшая радиопостановка» и «Лучший фильм». Номинация «Лучшая радиопостановка» с 1993 года имеет жюри, а «Лучший фильм» с 1996 года объединена с категорией «Специальная награда». В 1997 году «Лучшая повесть» и «Лучший рассказ» были объединены, а с 2001 года решение в номинации «Лучший перевод» принимает специальное жюри.
Номинирование и выбор победителя осуществляются путём голосования членов жюри, то есть профессионально занятых в области научной фантастики авторов, переводчиков, иллюстраторов, редакторов, издателей, журналистов и бывших лауреатов в соответствии с процедурами, записанными в Уставе премии.

## Лауреаты

### Лучший роман
- 1981: Georg Zauner, Die Enkel der Raketenbauer
- 1982: Вольфганг Ешке, Der letzte Tag der Schöpfung
- 1983: Richard Hey, Im Jahr 95 nach Hiroshima
- 1984: Томас Р. П. Мильке, «Сакриверсум» (нем. «Das Sakriversum»)
- 1985: Герберт Франке, «Холод Вселенной» (нем. Die Kälte des Weltraums)
- 1986: Герберт Франке, «В конце времён» (нем. Endzeit)
- 1987: Карл Амери, Die Wallfahrer
- 1988: Гудрун Паузеванг, «Облако» (нем. Die Wolke)
- 1989: Norbert Stöbe, New York ist himmlisch
- 1990: Вольфганг Ешке, Midas
- 1991: Карл Амери, Das Geheimnis der Krypta
- 1992: Christian Mähr, Fatous Staub
- 1993: Герберт Розендорфер, «Златоликие или Колумб открывает Европу» (нем. Die Goldenen Heiligen oder Columbus entdeckt Europa)
- 1994: Thomas Ziegler, Die Stimmen der Nacht
- 1995: Hans Joachim Alpers, Das zerrissene Land
- 1996: Hans Joachim Alpers, Die graue Eminenz
- 1997: Андреас Эшбах, «Солнечная станция» (нем. Solarstation)
- 1998: не вручалась
- 1999: Андреас Эшбах, «Видео Иисус» (нем. Das Jesus Video)
- 2000: Андреас Эшбах, Kelwitts Stern
- 2001: Михаэль Маррак, Lord Gamma
- 2002: Андреас Эшбах, Quest
- 2003: Михаэль Маррак, Imagon
- 2004: Андреас Эшбах, «Железный человек» (нем. Der Letzte seiner Art)
- 2005: Франк Шетцинг, «Стая» (нем. Der Schwarm)
- 2006: Вольганг Ешке, Das Cusanus-Spiel
- 2007: Герберт Франке, Auf der Spur des Engels
- 2008: Андреас Эшбах, «Выжжено» (нем. Ausgebrannt)
- 2009: Дитмар Дат, Die Abschaffung der Arten
- 2010: Андреас Эшбах, Ein König für Deutschland
- 2011: Uwe Post, Walpar Tonnraffir und der Zeigefinger Gottes
- 2012: Андреас Эшбах, Herr aller Dinge
- 2013: Дитмар Дат, Pulsarnacht
- 2014: Вольфганг Ешке, Dschiheads
- 2015: Том Хилленбранд, Drohnenland
- 2016: Андреас Брандхорст, Das Schiff
- 2017: Андреас Бранхорст, Omni
- 2018: Михаэль Маррак, Der Kanon mechanischer Seelen
- 2019: Андреас Эшбах, NSA — Nationales Sicherheits-Amt
- 2020: Андреас Эшбах, Perry Rhodan — Das größte Abenteuer
- 2021: Андреас Эшбах, Eines Menschen Flügel

### Лучшая повесть
- 1981: Thomas Ziegler, Die sensitiven Jahre
- 1982: Вольфанг Ешке, Dokumente über den Zustand des Landes vor der Verheerung
- 1983: Вольфанг Ешке, Osiris Land
- 1984: Thomas Ziegler, Die Stimmen der Nacht
- 1985: Вольфанг Ешке, Nekromanteion
- 1986: Hans Joachim Alpers и Ronald M. Hahn, Traumjäger
- 1987: Karl Michael Armer, Umkreisungen
- 1988: Karl Michael Armer, Die Endlösung der Arbeitslosenfrage
- 1989: Karl Michael Armer, Malessen mitte Biotechnik
- 1990: Werner Zillig, Siebzehn Sätze
- 1991: Thomas Ziegler, Eine Kleinigkeit für uns Reinkarnauten
- 1992: Horst Pukallus, Das Blei der Zeit
- 1993: Эрик Симон, Von der Zeit, von der Erinnerung
- 1994: Вольфанг Ешке, Schlechte Nachrichten aus dem Vatikan
- 1995: Эрик Симон, Ангела и Карлхайнц Штайнмюллеры под общим псевдонимом Симон Цвиштайн, Leichter als Vakuum
- 1996: Norbert Stöbe, Der Durst der Stadt

### Лучший рассказ
- 1981: Ronald M. Hahn, Auf dem großen Strom
- 1982: Ronald M. Hahn, Ein paar kurze durch die Zensur geschmuggelte Szenen aus den Akten der Freiheit & Abenteuer GmbH
- 1983: Андреас Брандхорст, Die Planktonfischer
- 1984: Герберт Франке, Atem der Sonne
- 1985: Карл Амери, Nur einen Sommer gönnt ihr Gewaltigen
- 1986: Reinmar Cunis, Polarlicht
- 1987: Rainer Erler, Play Future
- 1989: Rainer Erler, Der Käse
- 1990: Гисберт Хефс, Wanderlust
- 1991: Peter Robert, Simulation
- 1992: Peter Schattschneider, Pflegeleicht
- 1993: Angela Steinmüller, Der Kerzenmacher
- 1994: Герт Прокоп, Liebe, Du zärtlicher, zitternder Vogel
- 1995: Peter Schattschneider, Brief aus dem Jenseits
- 1996: Михаэль Энде, «Долгая дорога в Санта-Крус» (нем. Der lange Weg nach Santa Cruz)

### Лучшая повесть/рассказ(объединённая премия)
- 1997: Вольфанг Ешке, Partner fürs Leben
- 1998: Malte S. Sembten, Blind Date
- 1999: Marcus Hammerschmitt, Wüstenlack
- 2000: Вольфанг Ешке, Die Cusanische Acceleratio
- 2001: Marcus Hammerschmitt, Troubadoure
- 2002: Вольфанг Ешке, Allah akbar And So Smart Our NLWs
- 2003: Эрик Симон, «„Конец игре“, — сказало болото» (нем. Spiel beendet, sagte der Sumpf)
- 2004: Angela Steinmüller и Karlheinz Steinmüller, Vor der Zeitreise
- 2005: Вольфанг Ешке, Das Geschmeide
- 2006: Rainer Erler, An e-Star is born
- 2007: Marcus Hammerschmitt, Canea Null
- 2008: Michael K. Iwoleit, Der Moloch
- 2009: Андреас Эшбах, Survival-Training и Heidrun Jänchen, Ein Geschäft wie jedes andere
- 2010: Ernst-Eberhard Manski, Das Klassentreffen der Weserwinzer
- 2011: Michael K. Iwoleit, Die Schwelle
- 2012: Frank W. Haubold, Am Ende der Reise
- 2013: Klaus N. Frick, Im Käfig
- 2014: Михаэль Маррак, Coen Sloterdykes diametral levitierendes Chronoversum
- 2015: Fabian Tomaschek, Boatpeople
- 2016: Karsten Kruschel, Was geschieht dem Licht am Ende des Tunnels?
- 2017: Gabriele Behrend, Suicide Rooms
- 2018: Uwe Hermann, Das Internet der Dinge
- 2019: Thorsten Küper, Confinement
- 2020: Jacqueline Montemurri, Koloss aus dem Orbit
- 2021: Angela Steinmüller и Karlheinz Steinmüller, Marslandschaften

### Лучший зарубежный роман (до 1997 года)
- 1984: Брайан Олдисс, «Весна Гелликонии»
- 1985: Филипп К. Дик, «Валис»
- 1986: Дэниел Киз, «Множественные умы Билли Миллигана»
- 1987: Уэлсман, Джерри[англ.], Elleander Morning
- 1988: Кристофер Прист, «Гламур»
- 1989: Орсон Скотт Кард, «Голос тех, кого нет»
- 1990: Люциус Шепард, «Жизнь во время войны»
- 1991: Иэн Бэнкс, «Мост»
- 1992: Иэн Бэнкс, «Осиная фабрика»
- 1993: Иэн Бэнкс, «Выбор оружия»
- 1994: Конни Уиллис, «Книга Страшного суда»
- 1995: Иэн Макдональд, «Камень, ножницы, бумага»
- 1996: Стивен Бакстер, «Корабли времени»
- 1997: Кейт Вильгельм, «Право на приговор»

### Лучшая иностранная работа
Эта номинация заменила «Лучший зарубежный роман» с 1998 года и, таким образом, может включать формы, отличные от романа (например, рассказы или повести).
- 1998: Иэн Бэнкс, «Эксцессия»
- 1999: Иэн Макдональд, Sacrifice of Fools
- 2000: Грег Иган, «Отчаяние»
- 2001: Мэри Д. Расселл, «Птица малая»
- 2002: Конни Уиллис, «Не считая собаки»
- 2003: Чайна Мьевиль, «Вокзал потерянных снов»
- 2004: Вернор Виндж, «Глубина в небе»
- 2005: Чайна Мьевиль, «Шрам»
- 2006: Чайна Мьевиль, «Железный совет»
- 2007: Роберт Чарльз Уилсон, «Спин»
- 2008: Сергей Лукьяненко, «Спектр»
- 2009: Чарльз Стросс, «Стеклянный дом»
- 2010: Джон Скальци, The Android’s Dream
- 2011: Чайна Мьевиль, «Город и город»
- 2012: Паоло Бачигалупи, «Заводная»
- 2013: Тед Чан, «Ад — это отсутствие Бога»
- 2014: Джо Уолтон, «Среди других»
- 2015: Урсула Ле Гуин, «Растерянный рай»
- 2016: Нил Стивенсон, «Семиевие»
- 2017: Лю Цысинь, «Задача трёх тел»
- 2018: Ннеди Окорафор, The Book of Phoenix
- 2019: Джаспер Ффорде, «Ранняя пташка»
- 2020: Маргарет Этвуд, «Заветы»
- 2021: Саймон Столенхаг, «Байки из петли»